# Zanthoxylum pimpinelloides
Zanthoxylum pimpinelloides är en vinruteväxtart som först beskrevs av Jean-Baptiste de Lamarck, och fick sitt nu gällande namn av Dc.. Zanthoxylum pimpinelloides ingår i släktet Zanthoxylum och familjen vinruteväxter. Inga underarter finns listade i Catalogue of Life.